# Liste der Mitglieder des Gemeinschaftlichen Landtags Sachsen-Coburg und Gotha (1897–1900)
Diese Liste nennt die Mitglieder des Gemeinschaftlicher Landtag Sachsen-Coburg und Gotha (1897–1900). Die Mitglieder waren die Abgeordneten der beiden Speziallandtagen für Gotha und für Coburg.
| Teilherzogtum | Name                | Stand                 | Ort           | Anmerkung                       |
| ------------- | ------------------- | --------------------- | ------------- | ------------------------------- |
| Gotha         | Karl Mößler         | Schneidermeister      | Gotha         |                                 |
| Gotha         | Gustav Berlet       | Landgerichtspräsident | Gotha         | Präsident                       |
| Gotha         | Otto Liebetrau      | Oberbürgermeister     | Gotha         |                                 |
| Gotha         | Josef Joos          | Redakteur             | Gotha         |                                 |
| Gotha         | Adolf Schauder      | Steinbildhauer        | Ohrdruff      |                                 |
| Gotha         | Wilhelm Denner      | Materialwarenhändler  | Waltershausen |                                 |
| Gotha         | Karl Grübel         | Kaufmann              | Gotha         |                                 |
| Gotha         | Wilhelm Bock        | Kaufmann              | Gotha         |                                 |
| Gotha         | Hermann Rasch       | Landgerichtsrat       | Gotha         | Stellvertretender Schriftführer |
| Gotha         | Adolf Winter        | Kaufmann              | Gräfenroda    |                                 |
| Gotha         | Heinrich Wolf       | Materialwarenhändler  | Dietharz      |                                 |
| Gotha         | Karl Heller         | Rechtsanwalt          | Gotha         |                                 |
| Gotha         | Dr. Wilhelm Ritz    | Landrat               | Waltershausen |                                 |
| Gotha         | Valentin Beese      | Schultheiß            | Hörselgau     |                                 |
| Gotha         | August Fleischhauer | Landwirt              | Sonneborn     |                                 |
| Gotha         | Balduin Helbing     | Schultheiß            | Hochheim      | Stellvertretender Schriftführer |
| Gotha         | Wilhelm Kühn        | Schultheiß            | Töttelstedt   |                                 |
| Gotha         | August Herold       | Schultheiß            | Wechmar       |                                 |
| Gotha         | August Hildebrandt  | Schneider             | Gotha         |                                 |
| Coburg        | J. R. Schindhelm    | Kornwarenfabrikant    | Coburg        |                                 |
| Coburg        | Friedrich Schumann  | Kaufmann              | Coburg        | Schriftführer                   |
| Coburg        | Karl Heusinger      | Redakteur             | Coburg        |                                 |
| Coburg        | August Schubert     | Brauereibesitzer      | Untersienau   |                                 |
| Coburg        | Robert Rädlein      | Kaufmann              | Weidhausen    | Stellvertretender Präsident     |
| Coburg        | Ludwig Strecker     | Bürgermeister         | Rodach        |                                 |
| Coburg        | Gottlieb Römhild    | Schultheiß            | Meeder        |                                 |
| Coburg        | Oscar Arnold        | Fabrikant             | Neustadt      |                                 |
| Coburg        | Ludwig Florschütz   | Schultheiß            | Waldsachsen   |                                 |
| Coburg        | Wilhelm Gutsel      | Häfnermeister         | Sonnefeld     |                                 |
| Coburg        | Johann Brochloß     | Bürgermeister         | Königsberg    |                                 |

Der Ausschuss bestand aus Landtagspräsident Berlet und Rädlein, Schumann, Liebetrau und Heller.